# ふわふわ時間
「ふわふわ時間」（ふわふわタイム）は、桜高軽音部の3枚目のシングル。2009年5月20日にポニーキャニオンから発売された。

## 概要
TBS系列の一部とBS-TBSで放送されたテレビアニメ『けいおん!』劇中歌シングル。
『けいおん!』の登場キャラクター4人（平沢唯、秋山澪、田井中律、琴吹紬）によるバンドユニット「桜高軽音部」名義の作品で、主題歌2作に続くシングルリリース。歌っているのは各キャラクターの声を演じる声優の豊崎愛生、日笠陽子、佐藤聡美、寿美菜子。
表題曲「ふわふわ時間」は、原作中に登場した曲「ふわふわタイム」を音源化したもの。アニメでは第6話にてはじめて用いられた。「Don't say "lazy"」と同じく、メインヴォーカルを秋山澪役の日笠陽子が、コーラスを他の3人がそれぞれ担当。楽曲の作詞担当は原作と同じく秋山澪。アニメでは琴吹紬が作曲担当となっている（実際の作曲者は前澤寛之）。
この曲は、軽音部として初めて作られたオリジナルソングであり、以後何度も劇中歌として登場している。アニメでは1期・2期ともに最終回の最後に演奏された曲である。また、PSP用ソフト『けいおん! 放課後ライブ!!』や原作単行本のCMのBGMとしても使用された。
カップリング曲はアニメ第1話の劇中歌で、合唱曲「翼をください」のカヴァーである（原曲は赤い鳥が1971年発表）。劇中ではベース、キーボード、ドラムスによる演奏だったが、本作収録ではギターが加わっており、曲調もロックにアレンジされた。また、ボーカルとコーラスが追加され、メンバー4人それぞれのソロパート、サビでは全員による合唱が付いたものとなった。
上記両曲のインストゥルメンタルを収録した他、表題曲「ふわふわ時間」の各パート（ギター、ベース、キーボード、ドラムス）毎のマイナスワン・バージョンが収録されている（全4トラック）。
ジャケットイラストの原画は、アニメの総作画監督・堀口悠紀子が担当。イラストは学園祭後の軽音楽部4人を写真に撮ったイメージとされており、クレジットでの撮影者は顧問の山中さわ子とされている。歌詞カードも劇中のように「澪がノートに書いたもの」をイメージさせるものとなっている。
2009年7月22日に発売されたアルバム『放課後ティータイム』において、ボーカルを平沢唯役の豊崎愛生が担当したバージョンが収録されているが、アルバムに収録されている物についても「ふわふわ時間」となっており、本作と区別するタイトル明記がされていなかった。しかし、2013年3月20日に両方が収録されたCD-BOX『K-ON! MUSIC HISTORY'S BOX』が発売され、本作の方を「ふわふわ時間(Single Ver.)」として初めてタイトルが区別された。

## 販売・評価など
『ミュージックステーション』（テレビ朝日系）では2009年5月22日から2週連続で、「Cagayake!GIRLS」、「Don't say "lazy"」に続きトップ10入りを達成した｡5月22日の放送では3位を獲得。
オリコンの集計では、2009年5月21日付のデイリーチャートで2位（最高位）を獲得、2009年6月1日付の週間チャートでは初登場3位を獲得し、「Cagayake!GIRLS」、「Don't say "lazy"」に続いて同チャートの上位にランクインした。
Amazonランキングでは「ふわふわ時間」の発売の決定後、アニメ・ゲーム部門で最高1位を獲得し、音楽総合でも最高2位となった。
2012年1月、日本レコード協会よりゴールド認定を受けた。
2019年3月1日には、ソニー・ミュージックエンタテインメントのアニメソング人気投票キャンペーン「平成アニソン大賞」において特別賞（2000年 - 2009年）に選出された。

## 収録曲
1. ふわふわ時間 [3:59]
作詞：秋山澪[注 2]、作曲・編曲：前澤寛之
2. 翼をください [3:24]
作詞：山上路夫、作曲：村井邦彦、編曲：百石元
  - 歌っている順番は、紬→唯→紬&唯→律→澪→律&澪→紬&唯→律&澪→全員。
3. ふわふわ時間（Instrumental）
4. 翼をください（Instrumental）
5. ふわふわ時間 （Instrumental 【-Guitar】）
6. ふわふわ時間 （Instrumental 【-Keyboard】）
7. ふわふわ時間 （Instrumental 【-Bass】）
8. ふわふわ時間 （Instrumental 【-Drums】）

## 収録アルバム
| 曲名                      | 収録アルバム                  | 発売日        | 備考                                                                      |
| ------------------------- | ----------------------------- | ------------- | ------------------------------------------------------------------------- |
| ふわふわ時間(Single Ver.) | 『K-ON! MUSIC HISTORY'S BOX』 | 2013年3月20日 | CD-BOX、ディスク2『劇中歌Sg･Al｢放課後ティータイム in MOVIE｣･DEATH DEVIL』 |
| 翼をください              | 『K-ON! MUSIC HISTORY'S BOX』 | 2013年3月20日 | CD-BOX、ディスク2『劇中歌Sg･Al｢放課後ティータイム in MOVIE｣･DEATH DEVIL』 |

## 劇中での使用
- 最初に使われたのは、1年次の学園祭で演奏する曲としてだが、本来のメインヴォーカルである平沢唯が特訓のために声を嗄らしてしまい、それに代わって作詞者である秋山澪が歌ったということになっている（原作、アニメ共通）。このためアニメ第6話劇中では唯のコーラスが嗄れた声になったものが使われており、このバージョンはミニアルバムとアニメDVD/Blu-ray Disc第1巻購入者を対象にしたキャンペーン賞品として、CD化された。
- 原作では、2年次の春の新入生歓迎ライブでは、唯と澪とによるツインヴォーカルで歌われている。なお、当該エピソードはアニメ第8話で使われているが、楽曲が「わたしの恋はホッチキス」に変更されている。
- 2年次での学園祭ライブでは、メインヴォーカルを唯が担当、また新入部員の中野梓がサイドギターを担当しており、アニメ第12話でもこの形式で使用されている。このバージョンはミニアルバム『放課後ティータイム』に収録されており、セガのPSP用ソフト『けいおん! 放課後ライブ!!』CMソング（15秒版）、芳文社まんがタイムKRコミックス『けいおん!』（原作漫画）CMソングとしても使われている。
- この他アニメでは、曲の一部が練習シーンやライブを録画したビデオを見るシーンなどに使われている。第2期ではライブシーンの中でも使われているほか、番外編2でも「梓・憂・純Ver.」としてアレンジされたバージョンが使われている。
- 『映画けいおん!』でもライブシーンで曲の一部が使われているほか、エンドロールの最後でも使用されている。

## 出演者演奏バージョン
番組公式Webサイトで配信されたラジオ番組『らじおん!』で、本曲が2曲目の練習課題曲として用いられ、出演声優陣が実際に演奏することとなった。2009年7月19日に行われた公開録音で澪役の日笠がメインヴォーカルを担当した4人編成版で演奏を披露、さらにアンコールではサプライズゲストとして出演した梓役の竹達彩奈が加わり、唯役の豊崎がメインヴォーカルを務めた5人編成版による演奏も披露された。
その後も、2009年12月30日に横浜アリーナで行われた「けいおん! ライブイベント 〜レッツゴー!〜」では「わたしの恋はホッチキス」とあわせて5人による生演奏が披露され、CD『「らじおん!」スペシャル! Vol.2』でもこの2曲のスタジオパフォーマンスが収録されている。2011年2月20日にさいたまスーパーアリーナで行われた「けいおん!! ライブイベント 〜Come with Me!!〜」でも「ぴゅあぴゅあはーと」「U&I」と合わせて生演奏が披露されている。
なお出演者によるバージョンは、ラップパートがソロパートに変更されているなど、原曲と異なるアレンジや曲構成となっている。

## カバー
- Pastel*Palettes［丸山彩（前島亜美）］ - 2017年7月31日にゲーム『バンドリ! ガールズバンドパーティ!』に追加収録[9]。2018年6月27日発売の『バンドリ！ ガールズバンドパーティ！ カバーコレクション Vol.1』でCD初収録。
- 羽咲みはる - 2021年11月3日発売、カバーアルバム『みはるーむ』に収録。
- 大西亜玖璃 - カバーソング・プロジェクト「CrosSing」の一環としてカバーしたものを2022年7月27日に配信リリース[10]。
- 清水絵空（倉知玲鳳） - ゲーム『D4DJ Groovy Mix』に収録（2023年5月22日追加）[11]。